# Dorfkirche Hohen Viecheln

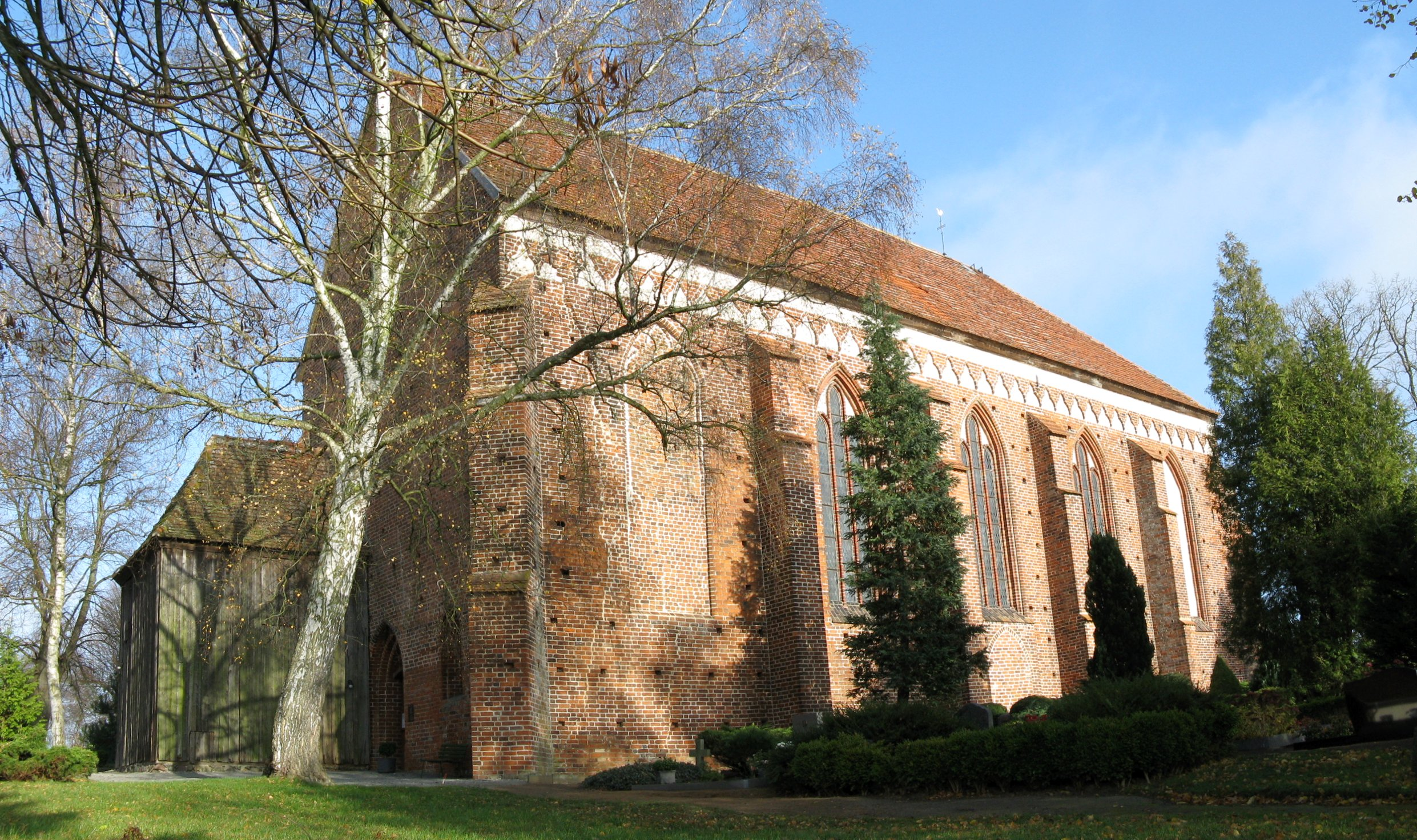
Dorfkirche

Die frühgotische Dorfkirche Hohen Viecheln ist ein denkmalgeschütztes Kirchengebäude in Hohen Viecheln, einer Gemeinde im Landkreis Nordwestmecklenburg (Mecklenburg-Vorpommern). Das Bauwerk gehört zur Kirchengemeinde Hohen Viecheln in der Propstei Wismar im Kirchenkreis Mecklenburg der Evangelisch-Lutherischen Kirche in Norddeutschland.

## Geschichte und Architektur

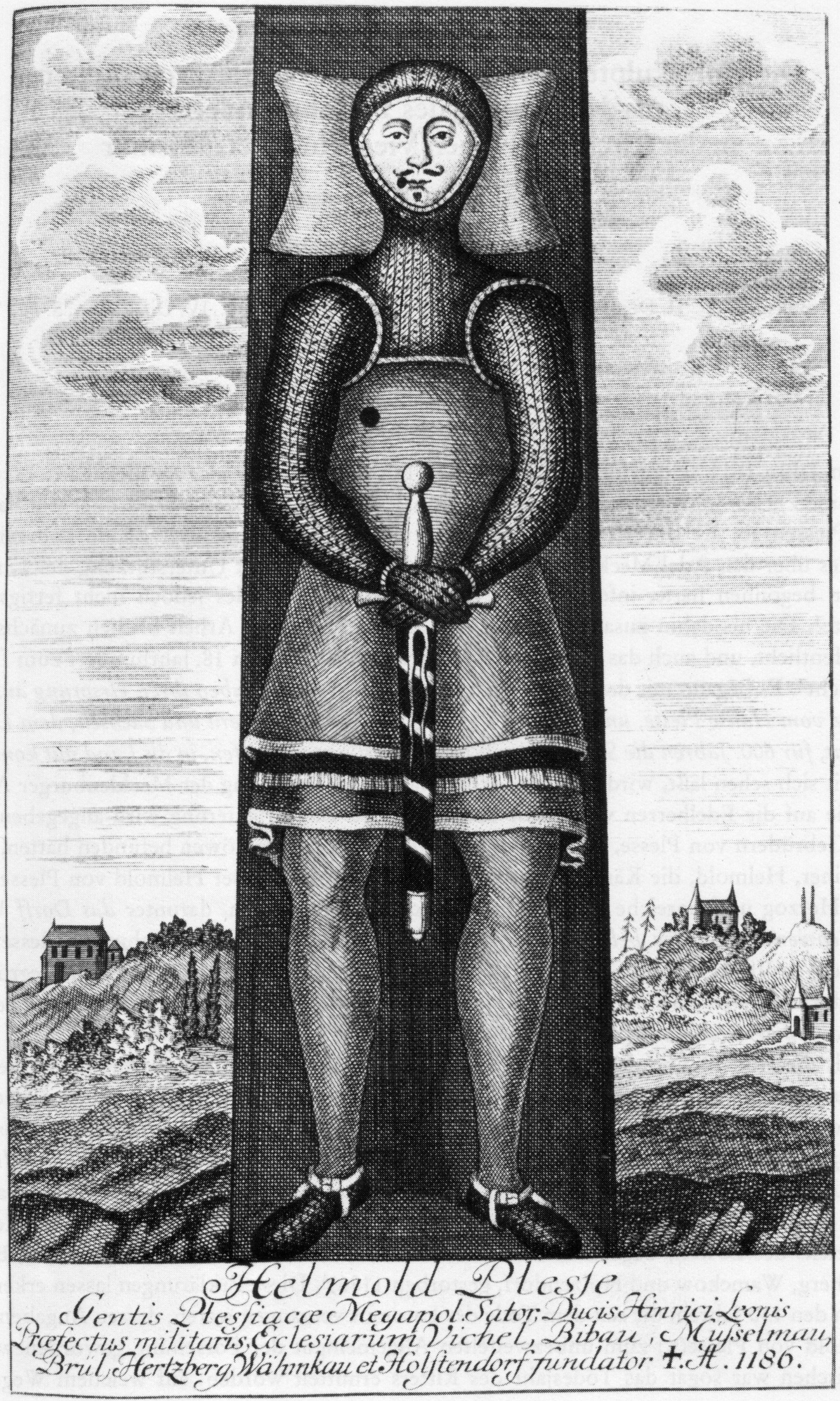
Ritter Helmold von Plesse; unten ist als Kirchengründung unter anderem Vichel aufgeführt

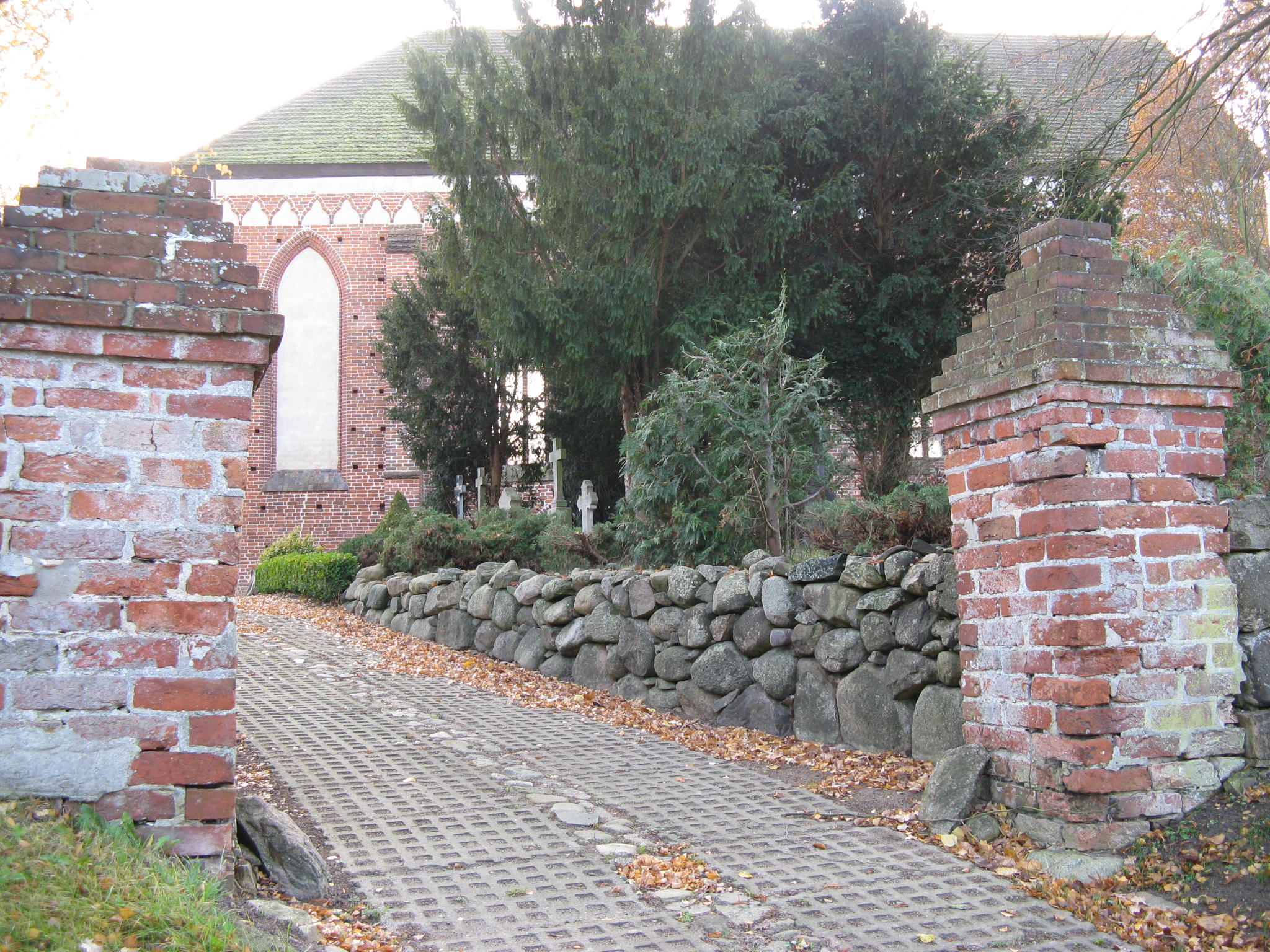
Eingang zum Friedhof

Einer Sage nach soll der Ritter Helmold von Plesse 1178 seiner Frau gleich nach seiner Ankunft in Mecklenburg versprochen haben, sieben Plessenkirchen zu bauen. Das waren die Kirchen in Hohen Viecheln, Müsselmow, Holzendorf, Herzberg, Wamckow, Bibow und Brüel. Auch die Kirche in Tempzin soll durch sein Zutun entstanden sein.
Helmold zog nach Jerusalem, als man mit dem Bau der Kirchen begann. Für den Fall seiner unversehrten Rückkehr aus dem Krieg sollte die Kirche in Hohen Viecheln stehen, in der er 1186 auch bestattet wurde. In einer Urkunde von 1178 wird erwähnt, dass bei einem Rechtsakt des Bischofs Berno ein Priester mit Namen Symon de Vichele eine Aussage machte. Das ist ein Hinweis auf das Vorhandensein einer Vorgängerkirche. Dies könnte nur noch durch Ausgrabungen belegt werden.
Der dreischiffige Bau erhebt sich über einem Grundriss von etwa 33 Metern Länge und 12 Metern Breite. Die hochgotische Hallenkirche von drei gleich etwa gleich breiten Jochen wurde um 1310/20 in Backstein errichtet. Im Dreißigjährigen Krieg und den Jahrzehnten danach verwahrloste die Kirche, und etliche bemalte Glasfenster sowie sechs Glocken wurden zerstört. 1679 kamen wieder zwei Glocken in den neben der Kirche stehenden kleinen Holzturm; eine weitere folgte im Jahr 1773. Anfang des 18. Jahrhunderts wurde der Giebel abgerissen und das Dach erneuert, viele der alten Eichenbalken wurden wiederverwendet. Im Zweiten Weltkrieg mussten die Glocken abgeliefert werden und kamen in ein Glockenlager nach Hamburg. Bei einem Luftangriff fielen sie durch die Druckwelle in ein Hafenbecken. Die Glocke von 1773 konnte von Tauchern geborgen werden, die anderen Glocken wurden in den 1960er Jahren ersetzt. Bei einer grundlegenden Renovierung von 1858 bis 1862 wurden die Fenster im neogotischen Stil wiederhergestellt. Die ursprüngliche Form ist noch an dem zugemauerten Fenster im Südwesten erkennbar. In derselben Zeit wurde eine Orgelempore eingebaut, das Westportal erneuert und daneben ein kleines Fenster ausgebrochen.
Für die ländliche Gegend ist der Bau durchaus imposant. Die Scheidung der drei Schiffe erfolgt durch je vier Pfeiler auf jeder Seite. Die beiden Chorjoche liegen zwei Stufen höher als die der Halle. Das Mittelschiff ist schmaler als die Seitenschiffe. Der ursprünglich geplante Turm wurde wohl aus finanziellen Gründen nie gebaut. Das Dach ist mit roten Biberschwänzen gedeckt. Der ansonsten schmucklos Außenbau ist durch einen Kleeblattbogenfries gegliedert.
Zur Kirchengemeinde gehören die Ortschaften Hohen Viecheln, Neu Viecheln, Moltow, Bad Kleinen, Gallentin, Hädchenshof, Hoppenrade, Losten, Fichtenhusen und Niendorf.

## Ausstattung

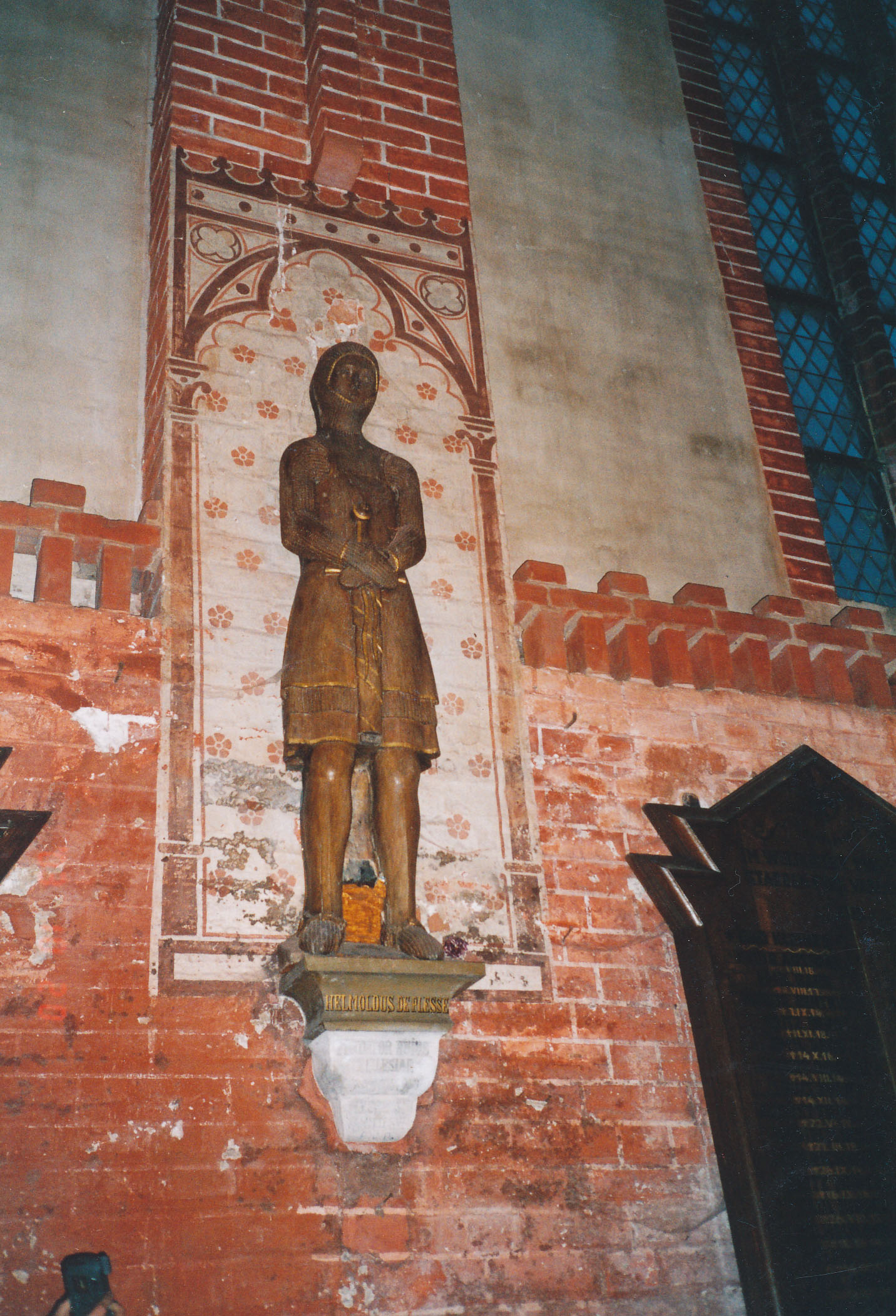
Holzskulptur des Ritters Helmoldus de Plesse in Rüstung

- Von einem hochgotischen Grabmal ist eine lebensgroße Holzskulptur Ritter von Hohen Viecheln vom frühen 14. Jahrhundert erhalten, sie stellt möglicherweise den Ritter Helmold III. von Plesse (im 17. Jahrhundert in Plessen umbenannt) dar,[4] oder es ist sein Sohn Helmhold IV von Plesse.[5] Sie dürfte als Liegefigur für sein Grab angefertigt worden sein und ist damit nach der Grabfigur der Königin Margarete im Doberaner Münster die zweitälteste profane Plastik in Mecklenburg. Die ursprüngliche Farbfassung wurde wohl in der Zeit um 1800 entfernt. Im späten 19. Jahrhundert wurde das Langschwert des Kreuzritters fälschlich rekonstruiert. Bei der Restaurierung 1995 wurde es ohne die historische Ergänzung belassen.
- Die bedeutende hölzerne Madonna stammt von der Zeit um 1310/20, die ursprüngliche Farbfassung ist teilweise erhalten.
- In der Vorhalle steht eine spätgotische Kreuzigungsgruppe aus der Zeit um 1500.
- Die kleine Eichenholzfigur eines Diakons entstand im 15. Jahrhundert
- Der Renaissance-Altar an der Südwand die Kirche zeigt das Abendmahl, die Kreuzigung und die Auferstehung. Er wurde im frühen 17. Jahrhundert gebaut und wurde im Laufe der Zeit stark beschädigt. Das gesamte Rahmenwerk ist verloren. Die grobe Farbfassung wurde wohl im 19. Jahrhundert vorgenommen.
- Die aus Granit gearbeitete Tauffünte wird wegen der einfachen Formen in die 2. Hälfte des 13. Jahrhunderts datiert. Am Fuß und Schaft ohne Dekor, aber an der Wandung der Kuppa sind typische Rundbogenarkaden mit vier Köpfen erkennbar. Wahrscheinlich sind es Symbole der Himmelsrichtungen oder Verkörperungen der Paradiesströme.
- Die Kanzel mit daneben angeordneten Figuren wurde im 16. Jahrhundert angefertigt. Links befindet sich die Figur der Heiligen Katharina, rechts die Figur der Mondsichelmadonna.

### Orgel
Die Orgel auf der Westempore wurde 1859 von dem Orgelbauer Friedrich Wilhelm Winzer erbaut, und 2016/2017 umfassend renoviert. Das Schleifladen-Instrument hat 13 Register (und zwei Transmissionen) auf zwei Manualen und Pedal. Die Trakturen sind mechanisch.
| I Hauptwerk C–f3 |                |       |
| 1.               | Bordun         | 16′   |
| 2.               | Principal      | 8′    |
| 3.               | Hohlflöte      | 8′    |
| 4.               | Viola di Gamba | 8′    |
| 5.               | Octave         | 4′    |
| 6.               | Quinte         | 2 ⁄3′ |
| 7.               | Octave         | 2′    |
| 8.               | Mixtur II-III  |       |

| II Nebenwerk C–f3 |                 |    |
| 9.                | Gedact          | 8′ |
| 10.               | Flauto traverso | 8′ |
| 11.               | Salicional      | 8′ |
| 12.               | Flauto traverso | 4′ |

| Pedalwerk C–d1 |                      |     |
| 13.            | Subbaß               | 16′ |
| 14.            | Bordun-Baß (= Nr. 1) | 16′ |
| 15.            | Flötenbaß (= Nr. 9)  | 8′  |

- Koppeln: Manual-Coppel, Pedal-Coppel